# Zwartrugtandkwartel
De zwartrugtandkwartel (Odontophorus melanonotus) is een vogel uit de familie Odontophoridae. De wetenschappelijke naam van de soort is voor het eerst geldig gepubliceerd in 1860 door John Gould.

## Voorkomen
De soort komt voor in zuidwestelijk Colombia en noordwestelijk Ecuador.

## Beschermingsstatus
De totale populatie wordt geschat op 9.200-13.800 volwassen vogels. Op de Rode Lijst van de IUCN heeft de soort de status niet bedreigd.